# Tachytrechus argentipes
Tachytrechus argentipes är en tvåvingeart som beskrevs av Van Duzee 1930. Tachytrechus argentipes ingår i släktet Tachytrechus och familjen styltflugor. Inga underarter finns listade i Catalogue of Life.